# Група Лієвого типу
Фраза група Лієвого типу зазвичай означає скінченну групу, яка тісно пов'язана з групою раціональних точок редуктивної лінійної алгебричної групи зі значеннями в скінченному полі. Термін «група Лієвого типу» не має загальновизнаного точного означення, але важливий набір скінченних простих груп Лієвого типу точне означення має і вони становлять більшість груп в класифікації простих скінченних груп.
Назва «групи Лієвого типу» відображає тісний зв'язок з (нескінченними) групами Лі, оскільки компактну групу Лі можна розглядати як раціональні точки скорочених лінійних алгебричних груп над полем дійсних чисел.